# Hose-Langur
Der Hose-Langur (Presbytis hosei) ist eine Primatenart aus der Gruppe der Schlankaffen (Presbytini). Er ist nach Charles Hose benannt.

## Merkmale
Hose-Languren erreichen eine Kopfrumpflänge von 48 bis 56 Zentimeter, der Schwanz ist mit 65 bis 84 Zentimetern länger als der Körper. Männchen wiegen 6 bis 7 Kilogramm und sind damit etwas schwerer als Weibchen, die 
5,5 bis 6 Kilogramm auf die Waage bringen. Es sind relativ kleine, schlanke Primaten. Das Fell ist am Rücken grau, auf der Brust und am Bauch weiß und an den Händen und Füßen schwarz gefärbt, die Färbung kann aber je nach Unterart leicht variieren. Das Gesicht ist rosafarben und weist schwarze Bänder auf den Wangen auf, der Kopf ist mit einem Haarschopf versehen.

## Verbreitung und Lebensraum

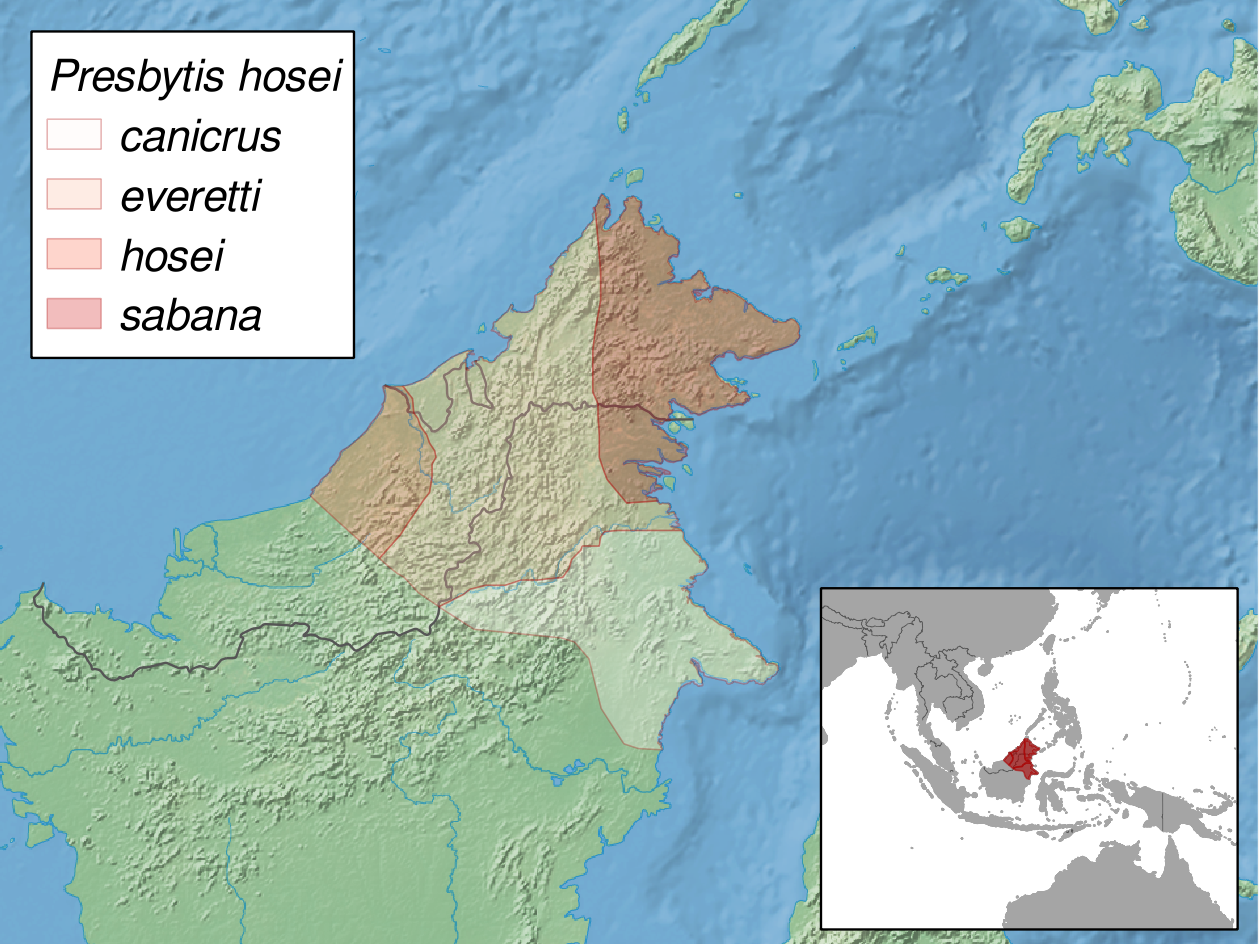
Verbreitungsgebiet des Hose-Languren

Hose-Languren kommen nur auf Borneo vor, sie bewohnen vorwiegend den nördlichen und östlichen Teil der Insel. Ihr Lebensraum sind vorwiegend Primärwälder in einer Höhe von 1000 bis 1300 Metern. Manchmal sind sie auch in Sekundärwäldern oder Plantagen zu finden.

## Lebensweise
Diese Primaten sind tagaktive Baumbewohner, die nur gelegentlich auf den Boden kommen. Sie leben in Gruppen von 6 bis 8 (manchmal auch etwas mehr) Tieren zusammen, die aus einem Männchen, mehreren Weibchen und dem dazugehörigen Nachwuchs bestehen. 
Ihre Nahrung besteht vorwiegend aus jungen Blättern, daneben nehmen sie auch Früchte, Samen und Blüten zu sich. Sie haben wie alle Schlankaffen einen mehrkammerigen Magen, der ihnen bei der Verwertung ihrer Nahrung hilft. Manchmal kommen sie auf den Boden, um Erde zu fressen. 
Das Weibchen bringt üblicherweise ein einzelnes Junges zur Welt. Jungtiere sind zunächst weißlich gefärbt und haben am Rücken eine kreuzförmige Fellzeichnung. Mit einem Jahr werden die Jungen entwöhnt und sind mit vier bis fünf Jahren geschlechtsreif.

## Bedrohung
Zu den Hauptgefährdungen der Hose-Languren zählen zum einen der Verlust des Lebensraumes durch fortschreitende Waldrodungen. Zum anderen werden die Tiere bejagt, einerseits wegen ihres Fleisches, andererseits wegen der Bezoarsteine, die sich manchmal in ihrem Magen bilden und denen Heilkräfte zugeschrieben werden. Die Unterart P. h. canicrus galt längere Zeit als verschollen. Sie wurde jedoch 2008 im östlichen Kalimantan wiederentdeckt. Über den Gefährdungsgrad der Art im Allgemeinen ist nichts bekannt – die IUCN listet sie unter „unzureichende Datenlage“ (data deficient).